# Isokari (ö i Norra Österbotten, Koillismaa, lat 65,92, long 29,42)
Isokari är en ö i Finland. Den ligger i sjön Kuorinki och i kommunen Kuusamo i den ekonomiska regionen  Koillismaa ekonomiska region  och landskapet Norra Österbotten, i den nordöstra delen av landet, 700 km norr om huvudstaden Helsingfors. Öns area är 0,5 hektar och dess största längd är 100 meter i öst-västlig riktning.